# Хармс Данило Іванович
Ха́рмс Дани́ло Іва́нович (справжнє прізвище Ювачов) (нар. 17 (30) грудня 1905, Санкт-Петербург — пом. 2 лютого 1942, Ленінград) — радянський письменник і поет, прозаїк, драматург. Член об'єднання ОБЕРІУ.

## Життєпис
Данило Ювачов народився 17 (30) грудня 1905 року в Санкт-Петербурзі, в родині Івана Ювачова, колишнього ув'язненого, революціонера-народовольця, засланого на Сахалін, який став віруючим і зайнявся там релігійною філософією. Батько Хармса був знайомим Чехова, Толстого, Волошина і Миколи Морозова.
Данило Ювачов навчався в привілейованій німецькій школі Петрішуле. 1924 року вступив до Ленінградського електротехнікуму, але незабаром був змушений його залишити.
Хармс-літератор сформувався в 1920-их роках, наслідуючи футуристів: Хлєбнікова, Труфанова і Олексія Кручоних. Найперший зі збережених віршів Данила Хармса датований 1922 роком. Вперше опублікувався Хармс в 1926, в альманасі «Збори віршів» Всеросійського Союзу поетів, куди був прийнятий у березні того ж року на підставі поданих віршованих творів, два з яких («Випадок на залізниці» та «Вірш Петра Яшкіна-комуніста») вдалося надрукувати в малотиражних збірках Союзу; тоді ж і був закріплений псевдонім Хармс. (Псевдонімів у Ювачова було багато, і він граючись міняв їх: Ххармс, Хаармсъ, Дандан, Чармс, Карл Іванович Шустерлінг та ін. Одначе саме псевдонім «Хармс» з його амбівалентністю (від французького «charme» — «шарм, чарівність» і від англійської «harm» — «шкода») найбільш точно відображав суть ставлення письменника до життя і творчості.)
У 1925 році Ювачов познайомився з поетичним і філософським гуртком «Чинари», куди входили Олександр Введенський, Леонід Липавський, Яків Друскін та інші. З 1926 Хармс активно намагається організувати сили «лівих» письменників та художників Ленінграда, створюючи недовговічні організації «Радікс», «Лівий фланг». З 1928 Хармс пише для дитячого журналу «Чиж». Тоді ж він стає одним із засновників авангардної поетичної та художньої групи «Об'єднання реального мистецтва» (рос. ОБЭРИУ), в 1928 році провівши знаменитий вечір «Три лівих години», де була представлена і абсурдистська п'єса Хармса «Єлизавета Бам». Твори оберіутів газета «Зміна» розцінила у квітні 1930 як «поезію класового ворога», і з 1932 року діяльність «Об'єднання реального мистецтва» в колишньому складі фактично припиняється.
У грудні 1931 року Хармс разом із низкою інших оберіутів заарештований, звинувачений в антирадянській діяльності (при цьому йому інкримінувалися і тексти творів) і засуджений 21 березня 1932 колегією ОДПУ до трьох років виправних таборів (в тексті вироку вжито термін «концтабір»). У результаті вирок був 23 травня 1932 замінений висилкою («мінус 12»), і поет вирушив до Курська, де пробув до листопада, потім йому вдалося повернутися до Ленінграду.
Після повернення із заслання Хармс продовжує спілкуватися з однодумцями, співпрацює у дитячих журналах «Їжак», «Цвіркун» і «Жовтенята», друкує близько 20 дитячих книг, які писалися виключно для заробітку і особливого значення Хармс їм не надавав. Відомий дитячий письменник («Іван Іванич Самовар» та ін.). Після публікації в 1937 році в дитячому журналі вірша «З будинку вийшов чоловік з палицею і мішком», який «з тієї пори зник», деякий час Хармса не друкують, що ставить його з дружиною Мариною Маліч на грань голодної смерті.
Пізніше Хармс відійшов від поезії, він пише безліч коротких історій, театральних сценок і віршів для дорослих, які за життя не публікувалися. У цей період створюються цикл мініатюр «Випадки», «Сцени», повість «Стара».
У серпні 1941 Хармс був знову заарештований за «поразницькі висловлювання». Пройшов через камеру тортур. Щоб уникнути розстрілу, симулював божевілля. Помер Данило Хармс 2 лютого 1942, під час блокади Ленінграда, від голоду, у відділенні психіатрії тюремної лікарні. У 1956 році реабілітований, і його оригінальні твори почали поступово повертатися до читачів.

## Вшанування пам'яті
- 6766 Хармс — астероїд, названий на честь письменника[5].

- В рамках фестивалю, присвяченого 100-річному ювілею Хармса було встановлено два пам'ятники біля села Веретьєво Московської області. «Одна з конструкцій являє собою металевий стовп з „головою“ Хармса нагорі. Доповнює композицію „потік“ падаючих зверху бабусь — персонажів одного з творів літератора. Автором роботи став скульптор Павлов. Ідея іншого пам'ятника належить київському художнику Столбченко. На тлі сонця з променями встановили стилізовані лаву і триногий столик. А опори столу — фігурки хармсовських персонажів, перевернутих догори дригом.»[6]

## Цікаві факти
У грудні 2021 року вчителька Санкт-Петербурзької гімназії № 168 Серафіма Саприкіна була примушена адміністрацією до звільнення за читання віршів Данила Хармса десятикласникам.